# Bruno Saby
Bruno Saby (* 23. Februar 1949 in Grenoble) ist ein ehemaliger französischer Rallye-, Rallycross- und Rallye-Raid-Fahrer.

## Karriere
Seine erste Teilnahme an der Rallye-Weltmeisterschaft war 1973 bei der Rallye Monte Carlo. 1978 gewann er die Französische Rallycross-Meisterschaft in einer Alpine A110 1600. 1981 wurde er in einem Renault 5 Turbo Französischer Rallye-Meister. Sein erster Sieg in der Rallye-Weltmeisterschaft war 1986 in einem Peugeot 205 Turbo 16 E2 der Gruppe B bei der Rallye Korsika, bei der Henri Toivonen und Beifahrer Sergio Cresto in ihrem Lancia Delta S4 tödlich verunglückten. Sein zweiter und letzter Sieg folgte 1988 in einem Lancia Delta HF 4WD der Gruppe A bei der Rallye Monte Carlo. 1988 wurde er mit einem Lancia Delta S4 in der Französischen Rallycross-Meisterschaft Vizemeister hinter Guy Fréquelin im Peugeot 205 Turbo 16 E2.
Ab 1992 nahm Saby an Marathonrallyes teil. Bereits 1992 konnte er die Atlas-Rallye in Marokko gewinnen. 1993 gewann er in einem Mitsubishi die Rallye Dakar. Auch in den folgenden Jahren war er mehrmals nahe daran, den Sieg zu erringen. 1996 siegte er bei der UAE Desert Challenge. 2004 wurde er Werksfahrer bei Volkswagen Motorsport und gewann 2005 mit Copilot Michel Périn die Rallye Por Las Pampas. Damit war er der erste Fahrer eines Race Touareg, der eine Rallye gewinnen konnte. 2005 konnte Saby die Marathonrallye-Weltcup für sich entscheiden. Die Rallye Dakar 2006 schloss er auf dem achten Platz ab, nachdem er schon im Vorjahr Fünfter wurde. Anschließend fuhr Saby zwei Jahre als Werksfahrer von Fiat in einem unterlegenen Fiat PanDakar. 2008 fuhr er als Ersatzfahrer für X-Raid, nachdem ihr Fahrer Colin McRae bei einem Hubschrauberabsturz ums Leben kam. Die Rallye Dakar 2008 wurde allerdings abgesagt. Stattdessen nahm Saby an der Mitteleuropa-Rallye teil, bei der er Sechster wurde. Im Juli 2008 trat Saby im Alter von 59 Jahren vom Rennsport zurück.